# 沙尼 (阿登省)
沙尼（法語：Chagny，法語發音：[ʃaɲi]）是法国大東部大區阿登省的一个市镇，属于沙勒维尔-梅济耶尔区。

## 地理
沙尼（49°34'34"N, 4°42'19"E）面积13.35 平方千米，位于法国大東部大區阿登省，该省份为法国北部内陆省份，西接埃纳省，南至马恩省，东临默兹省，北与比利时接壤。
与沙尼接壤的市镇（或旧市镇、城区）包括：巴隆、布韦勒蒙、容瓦勒、马尔基尼、奥蒙、拉萨博特里、拜龙埃塞桑维龙。

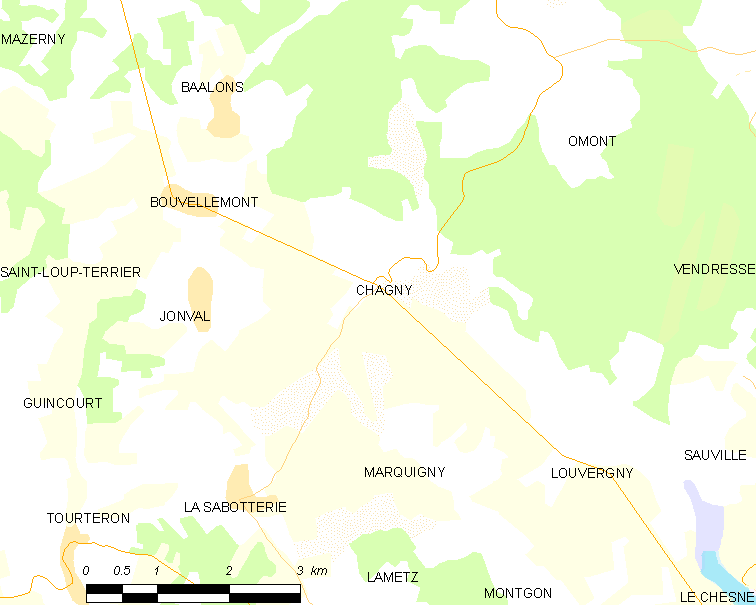
的OSM定位图

沙尼的时区为UTC+01:00、UTC+02:00（夏令时）。

## 行政
沙尼的邮政编码为08430，INSEE市镇编码为08095。

## 政治
沙尼所属的省级选区为默兹河畔努维永县。

## 人口

1962-2008年间人口变化图示

沙尼于2022年1月1日时的人口数量为172人。